# 國民革命軍第七十一軍
國民革命軍第七十一軍，是1937年中國抗日戰爭爆發後成立的軍級單位，與其它單位不同在其隸下編制為蔣中正在開戰前精心訓練的国军德械师（中德合作）。然而，在1937年多場戰役遭到重創後，實力大不如前，之後大多留置後線整訓擔任戰略預備隊，在滇西緬北戰役反攻時參與第一線攻堅。
國共內戰中，第七十一軍在東北與共軍對戰時防衛長春，因此遭到全殲，而後多次重建，最終並未撤退至台灣。

## 抗战
1937年9月12日以第87師編成第七十一军，軍長王敬久，仅辖第87师。以第八十八師編成國民革命軍第七十二軍，孫元良任軍長。两个军隸屬國民革命軍第九集團軍參加淞滬會戰。1938年初，國民政府軍事委員會將預備第八師改隸屬該軍，預備第八師於1937年11月在長沙成立，淩兆堯為師長。1938年1月27日，龙慕韩接孫元良任師長。
1938年5月1日，王敬久軍長免職，宋希濂繼任。第七十二軍番號取消，第八十八師轉隸該軍。第八十七師，師長原為王敬久，1937年10月15日免王敬久師長職，沈發藻繼任。1938年6月，第88师师长龍慕韓在兰封会战失利被槍斃，鍾彬接任師長。
1939年至1942年，第七十一軍下轄第三十六師、第八十七師、第八十八師。
- 第八十七師，師長沈發藻。1939年5月，向鳳武接沈任師長。1942年6月，向鳳武升任副軍長，張紹勳接任師長。1944年11月，黃炎任師長。
- 第八十八師，師長鍾彬。1939年4月，楊彬接鍾任師長。1942年3月，胡家驥代理師長，10月實任。
- 新編第二十八師，1939年由別動隊第一縱隊改編而成，劉伯龍任師長，擔任重慶衛戍。1940年，改隸滇黔綏靖公署。1942年，隸屬國民革命軍第六十六軍，參加中國遠征軍作戰，是年11月李士奇接劉伯龍任師長。1943年，改隸本軍。1944年1月，劉又軍任師長。

1939年7月前，本軍直屬國民政府軍事委員會，7月至10月隸屬第九戰區，爾後隸屬第十戰區。1940年7月，陳瑞柯接宋希濂任軍長。1942年1月，陳瑞柯入陸軍大學深造、鍾彬接任軍長。1944年底，副軍長陳明仁代理軍長，1945年6月實任。1940年10月前，隸屬第一戰區，此後直屬軍事委員會。1941年，先後直屬軍事委員會、昆明行營。
自1942年起，隸屬國民革命軍第十一集團軍。1943年，又轄新編第二十八師。1945年，又改轄第九十一師。1945年3月，改隸國民革命軍第三方面軍，曾參加滇西緬北戰役。

## 1946年至1948年东北战场
1945年5月，第十战区长江下游挺进军总司令李明扬被俘后，所部与陈泰运部（原淮北税警总团）合并，重庆正式发布陈泰运为苏北挺进军总指挥官兼江苏省淮南行署主任。1946年元旦前后，陈泰运部并入第七十一军，以陈明仁、陈泰运为正副军长，对陈泰运所部原营级以上官佐一律实行降级退役，迫令离开部队。
國民革命軍第七十一軍，1945年携带轻武器从云南空运广西，再徒步开赴上海。1946年3月15日海运抵达秦皇岛时，秦皇岛库存美械装备仅够装备一个师，大部分美械重装备拨给先头部队87师，剩下的小部分全部给了88师。而原本属于汤恩伯系统的91师，一点重装备没得到。
- 軍長陳明仁/1947年8月劉安祺/1948年3月向鳳武
- 副军长：1948年9月熊新民
- 第八十七师：師長黃炎/1946年熊新民/1948年9月黃炎
- 第八十八师：師長胡家驥/1946年4月韓增棟/1947年5月彭鍔
- 第九十一师：師長趙琳/1947年8月戴海容

1946年4月1日参加第二次四平街战役。4月16日第八十七师在大洼被歼1个团，2个团被击溃。为此，师长黄炎撤职。4月底，第八十八师参与进攻本溪。杜聿明在《蒋介石进攻东北始末》记载：

向本溪进攻两三日后，忽据廖耀湘报告：第八十八师师长胡家骥不服从指挥。原来是廖耀湘命令八十八师经太子河南岸向XXX（地点现记不清）包围攻击前进，但胡家骥出去不远，即停滞不前。廖要胡迅速继续前进，胡同廖吵闹不休，最后丢下部队到沈阳去了。我接到这个报告后非常愤怒，要廖找回胡迅速完成任务。廖知道我的作战要求非常严格，如果不能按照命令完成任务，会受严重处分。他对我说，找胡回来也来不及，他设法调整部署，如期完成任务。
与此同时，我令第五十二军迅速攻击前进，以防共军发现八十八师的弱点，转移兵力消灭该师。正在我担心前方出纰漏怒气未息之际，胡家骥来见我，说：“廖耀湘指挥不公，将全军主要任务交给八十八师担任，而新六军主力尚未参与战斗。八十八师已打得精疲力尽，无法前进（事后查明这是事实），廖还怪我畏缩不前。这样使我无以对部下见长官，所以回来请示。”我劝胡迅速回部指挥，立功赎罪（擅离职守之罪），胡坚决不愿回师。我认为胡既胆怯，又不服从命令，即以临阵擅离职守罪名将胡撤职押办，另任我的亲信韩增栋为八十八师师长，令其克日到任，指挥八十八师继续作战。这一人事更动，我未同七十一军军长陈明仁商量，以后造成陈、韩间的尖锐矛盾。

第87师军需主任应起鹤在《陈明仁在东北》中记载，军长陈明仁长期不承认韩增栋为八十八师师长：

同时他更痛愤第八十八师师长胡家骥的撤职，又不满于杜聿明没有事先征求他的同意即派韩增栋继任八十八师师长，表示坚决反对，他命令军部各处对八十八师的下令行文仍继续以扣留在沈阳的胡家骥为对象，不准写韩增栋的名字，韩呈给军部的报告，他也总是批给胡家骥。军部参谋长冯宗毅感到韩增栋原系黄埔第四期同学，又是杜聿明的侄女婿，现既明令担仼师长，劝陈不要做得过火，影响军纪，陈置之不理。
但韩增栋当时也很不知趣，当他1946年5月间接任第八十八师师长时，由长官部带来大批人马，对师部各处的原任主任科长一律调换。这些被撤换人员纷纷跑到军部告诉陈明仁，陈对他们只点头看看，默不作声，不上几天，即用电话通知第八十八师副师长熊新民（并不通知韩增栋）叫他集合全师官佐，听候训话。届时陈即率领原被撤换人员一起到达八十八师师部驻地（时间大约是1946年6月上旬的一天）。严肃地对韩增栋和那些官佐讲话，略讲“现在不是过去了，所谓一朝天子一朝臣，在我们这里行不通，你们由长官部调来人统都交给我，由军部负责安排，至于师部各处原任的主任科长，他们工作好好的，一个都不准动。”韩增栋对陈明仁的个性作风早有所闻，除连声是是是以外，不敢说别的什么，而师部所发表的那些各处主官只好灰溜溜地仍然跑回长官部。至于韩增栋这个师长一职，直到他的前任师长胡家骥由长官部安排为东北干训团副主任兼教育长时，陈明仁才给以承认，但后来韩增栋又在公主岭战役阵亡了。

韩梅村在《回忆我和杜聿明的交往》中回忆，韩梅村与韩增栋都是黄埔四期的老同学，且二人都是杜聿明主政东北的嫡系亲信，韩增栋是杜聿明夫人曹秀清的外甥女婿：“我有个老同事韩增栋是黄埔军校四期毕业生，他知道我和杜聿明感情很好，由于他是曹秀清的外甥女婿，了解杜聿明的家事和杜年轻时的经历，这些都对我详说了。”
1946年5月6日，第八十八师守备铁岭、开原的中长铁路。5月28日，第七十一军调吉林市，第八十八师第二六三团另第二六四团1个营前出守备拉法，于6月上旬被东北民主联军歼灭。此战韩增栋舍弃临近的第七十一军主力，而向远在沈阳的东北保安司令长官部求援。
1946年10月30日，第九十一师由四平调热河省朝阳，配属第九十三军攻占赤峰。1946年12月至1947年2月，第九十一师又东调参加两次进攻临江。在第七十一军的编制中，第91师仍然存在，这使该军平白的少了一个师却又不能得到补充。好在东北战场情况特殊，陈明仁干脆从第87师和第88师各抽调一部分基干，加上地方保安团队临时编组一个暂编第3师负责四平城区守备，这才勉强维持了第71军的“完整性”。
1947年2月三下江南戰役德惠战斗中，该军以伤亡800余人的代价成功解新一军之围。1947年3月三下江南戰役中，第八十八師全部与第八十七师一部，在农安县靠山屯被歼，後重建。此后，第七十一军驻守四平。
1947年5月東北夏季攻势，西满军区部队先后收复了玻璃山、卧虎两个车站，5月15日早5时开始攻双山，经10小时激战，全歼守军第87师259团第3营。5月17日，东野第二纵队奔袭怀德镇，歼新一军新30师第90团、163团及保安第17团共5000余人。驻长春的孙立人新一军仅出动了四个团万余人增援怀德镇，在长春以西遭独立第一师（原三五九旅）节节阻击后，进展非常缓慢。陈明仁第七十一军全部出动增援怀德镇，以第88师附军直属部队为前锋，用最快的速度第一时间扑向怀德，第91师、第87师随后分别跟进。第七十一军军部率2个师进到怀德镇以南地域，获悉怀德镇已失守，掉头回撤。第一纵司令员李天佑抓住战机，5月16日率第一师、第二师、第三师和第五师在怀德县以南的十里铺抓住了第88师，5月17日中午发动总攻，穿插分割，切成数段，经六小时战斗，除第七十一军军直和第88师全部被歼，第88师师长韓增棟阵亡。秦孝仪主编的《革命人物志》录自国防部史政局《韓增棟将军传记》，记载韩增栋赴死经过：

烈士瞋目厉声而斥之曰：“此我成仁之所也，有死无退！汝等应继续速进，更待何时？”奔前二步，创发仆地，气息仅存。顾部众曰：“拥护领袖，共某必败！”言讫，一恸而绝。一代英雄至此壮烈殉国，中枢为褒扬忠烈，优颁恤典，并追赠为陆军中将。

接替指挥的军参谋长冯用民也随即阵亡。跟在后面的第91师企图接应第88师突围，结果在大黑林子地区遭东野迎头痛击，损失2000余人，只好向昌图方向溃退。军长陈明仁亲率第87师，此时刚刚乘火车到达公主岭。陈明仁正准备向怀德方向开进，突接杜聿明急电：怀德失守，第88师已全师覆灭、第91师溃败。第87师仓促爬上数列火车向四平逃走，遗弃一批弹药、器材、粮秣等物资，仅火车站一处即有25车皮弹药。1947年5月18日午后最后一列火车还未及发出，先头部队第一纵队第1师杀进公主岭火车站，随后冲上去打坏火车头，两小时后结束战斗，歼灭了第87师的一个多团。
5月24日困守在郑家屯的第87师260团两个营撤退回四平，在八面城以西喇嘛甸子城镇外追歼。5月24日东北民主联军收复郑家屯，双辽全境解放。随之，收复八面城、老四平、大洼。刘震第二纵队在行进间攻克昌图县城，歼第91师大部，俘副师长邹麟以下3800余人。
陈明仁率第71军军部、第87师剩两个团5000余人、第88师残部2500余人、第91师残部3000余人逃回四平。军直属部队的特务团、工兵营、炮兵营和通讯营等等原有近4000人，现在只剩下1700人。该军在四平的暂编第3师5000余人。为固守四平，将第88师残部、第91师残部、暂3师统一编为第88师；补充了第87师的缺额。周围地区逃进四平城的五个保安团、一个公主岭保安大队，地方武装总数亦有数千人。杜聿明又紧急调来了第13军第54师（不满编）。1947年6月第三次四平战役，第七十一军死守四平成功。解放军付出了13000多人的伤亡之后，在面对即将抵达的国军援兵的情况下，被迫撤围。四平守军则从原先的34000多人，打到只剩下4000余人。
1947年9月，陈诚把原东北第二保安区部队改编为暂编第五十一师，师长许颖/唐葆黄，驻守阜新、朝阳等地列入第七十一军建制。10月17日拂晓，东北野战军第七纵队十九师2个团、骑兵一大队在阜新县地方武装配合下，攻打阜新县新邱街。中午，攻克新邱，驻新邱的国军暂编五十一师师部及第二团全部被歼。少将师长唐葆黄乘汽车向海州撤逃，刚出发汽车中弹起火，唐葆黄自杀。此战共俘敌军上校以下官兵970余人，毙敌270人。暂编第五十一师第三团在朝阳被东北野战军九纵全歼。
1947年8月陈明仁调东北第二兵团后，迭向层峰坚辞新职，即于9月6日由沈假归扫墓，10月2日返京任国府参军。陈明仁因第三次四平战役中的问题被撤职查办，正式理由是陈明仁大权独揽、军纪废弛、贪污救济物质、破坏中美友好等。第八十七师军需主任应起鹤在《陈明仁在东北》一文中回忆：“第七十一军所属各部队为了构筑工事动用了美国善后救济总署面粉、被服等物资，又动用了农本局和一些商人储存的大豆，这在军事紧急情况下是无可非议的”，但问题是战后“各部队长对这些动用的物资，不仅没有负责归还，相反是大家争相搬着去变卖，以饱私囊”，其中最恶劣的是一些高级军官，竟然对并未动用的大豆和其他物质下手，“公然打开仓库，用汽车大量搬运，据为己有”。例如应起鹤的顶头上司——第八十七师师长熊新民当师长不过一年左右，但“通过此次的搬运掠夺，就先后在上海、北平、长沙三处购买华丽的房子三栋，其余由他小老婆控制的黄金美钞还不知多少”“这些贪污情况，虽然是陈明仁离开四平以后发生的，但对于军纪和部队管教方面，都不能完全推卸责任”。
1948年2月9日、12日、13日，韩增栋遗孀曹兰芳连续在天津《大公报》刊登广告《陈明仁将军注意》，指控陈明仁吞没韩增栋抚恤金。全文如下：

兹据现七十一军副官处来函宣称：前任八十八师韩故师长增栋之恤金，已于将军任期内领讫，未悉此项恤金作何处理，极感困惑。如系将军代为保存，则为时半载有余，诚恐劳神过度，难申感激之忱。再者，政府给与恤金，原为追念英魂，抚养遗族，却非移作他用。我等虽属孤儿寡妇，尚能自行保管，不敢冒渎尊驾，越俎代庖也。兹特登报郑重致谢，并请早赐答复为荷。
   韩曹兰芳启
   二月四日

1948年2月18日，正在北平汇文中学就读的韩增栋长子韩永涵，以手枪自杀，年仅十五岁。一时舆论哗然。《申报》报道“韩故师长遗属惨剧”：

永涵在平汇文中学二年级读书，其父阵亡后，悲痛异常，更兼家无积蓄，惟一仰赖之恤金亦渺无消息。其母曾于大公报刊登启事，质询陈明仁，标题为陈明仁将军注意”，……，多日亦未得复。永涵既悲父死，又感家庭生活不易，乃突然厌世，以自卫伯朗宁手枪自杀。弹自右胸穿入，因弹头细小，故未穿出，发觉后送北大医院，因流血过多身死。韩夫人曹兰芳有二子三女，长即永涵，年虽幼而言行

2月23日杜聿明致电蒋中正，为韩增栋遗孤请求特别抚恤：

故八十八师韩师长增栋去年四平会战怀德之役忠勇殉职。身后萧条，其子韩泳涵年方十五，即痛父死之惨烈，复慨母妹之无依，于本年二月忧愤自杀。刻韩故师长遗妻及女三子一均在弱龄，茕茕可怜。恳俯念忠贞，恩赐特恤，俾维日常生活。

国民政府参军长薛岳代批：“查韩故师长增栋，前经照规定发给特恤金三千万元，又奉准发给遗族救济费一千五百万元。”，蒋中正批示：“准发一亿元。中正。”
1948年3月4日，陈明仁也在天津《大公报》刊登广告，答复曹兰芳。全文如下：

顷阅二月十三日天津《大公报》，载有嫂氏请明仁注意启事一则，谓：谢其六个月来代为保管韩故师长恤金。语含讥讽，深为诧异。
查令夫前八十八师师长韩增栋兄，于怀德战役阵亡，后时四平即被奸匪围攻四十余日，激烈巷战达十九昼夜，军、师档案大部分全毁。解围后若干时，该师抚恤委员会清查剩余案牍，始有头绪。乃将韩故师长及全师官兵恤金分别报请核发。嗣因嫂氏离沈赴平，未将私章交下，又值北宁路断，无法往取此项私章。致是项恤金该师迄未向补给区领到。
明仁去年八月调长东北第二兵团后，迭向层峰坚辞新职，即于九月六日由沈假归扫墓，十月二日返京。嗣调任国府参军，迄未北返。
顷住首都小营抚恤处查催，始悉抚恤处已于本【按：原文如此，似应为“上”】月九日电饬北平战地抚恤第二组将此项恤金三千万元就近拨发嫂氏具领。
似此，则明仁并未代为保管令夫韩增栋兄恤金。事实具在，毋庸再为置辩矣。
三月四日

四平防御战后，第七十一军主力调往沈阳外围的新民县整补，留第88师在四平整补。但当第88师还没有恢复时，解放军就在1948年3月发起进攻，第88师死守四平被全歼，师长彭锷仅以身免。刘安祺也因四平之败主动辞职，第七十一军军长一职改由向凤武担任，此为第七任军长。後第88师重建。1948年7月，第88师的兵员补入第七十一军其他各部，第88师的干部架子调锦州的松山、高桥等地补入新兵整训。师长黄文徽。不久，第88师编入新八军。在锦州城内被歼灭。
1948年10月，第七十一軍在遼西会战作为廖耀湘第九兵团先锋驰援锦州，该军所属第87师于10月16日占领了离锦州只剩200多里的芳山镇。当天，锦州失守。随后，军长向鳳武、第87师师长黄炎等被俘。

## 1949年在中南战场
第七十一軍軍部和第87師於1948年12月4日在湖北編成：
- 軍長熊新民
- 第87師：以原第七十一军的残部为基础於1949年初重建，楊文榜任師長
- 第88師：原本要组建第二十三军的基干组成。陳衡任師長，1949年5月，劉塤浩接任師長
- 第232師：武汉行辕警卫团扩编。

第1兵团司令官陈明仁带第七十一军入驻长沙。为了确保第71军能够跟随行动，陈明仁将军长熊新民提拔为兵团副司令官，1949年8月1日保荐亲信彭锷接任军长。8月4日陈明仁宣布起义时，彭锷带第七十一军主力南下投奔新任第1兵团司令官黄杰，反倒是和老七十一军没有任何渊源的第232师坚定追随起义。 陈明仁派遣跟随起义的熊新民亲往第71军劝说彭锷归队。熊新民在白崇禧、黄杰的利益劝说下重新出任第七十一军军长。1949年12月6日，第七十一军在在广西上思被解放军第三十九军包围歼灭，军长熊新民、副军长鲍志鸿、第87师师长吴焘、第88师师长倪中纯等人尽数被俘。